# Mikhel Martna
Mihkel Martna (ur. 17 września 1860 w Paimvere, zm. 24 maja 1934 w Tallinnie) – estoński polityk socjaldemokratyczny, dziennikarz i pisarz.

## Życiorys
W latach osiemdziesiątych XIX wieku związał się z ruchem marksistowskim. Na początku XX wieku współtworzył razem z Konstantinem Pätsem gazetę „Teataja”, która łączyła postulaty niepodegłości Estonii z wezwaniem do reform społecznych. Wraz z powstaniem nowej gazety „Uused” Martna przeniósł większość swoich artykułów do niej, kończąc jednocześnie współpracę z Pätsem. Martna, będąc związany z grupą estońskich socjaldemokratów opowiadał się za przekształceniem Rosji w republikę, w ramach której miały być przestrzegane prawa mniejszości etnicznych. W czasie rewolucji 1905 roku Mikhel Martna brał w niej czynny udział, a po jej upadku wyemigrował na Zachód. W latach 1906–1917 przebywał w Szwajcarii i Wielkiej Brytanii. Na Zachodzie wszedł w skład pierwszej delegacji zagranicznej Zgromadzenia Narodowego (Maapäev) z zadaniem przedostania się do Niemiec i Szwajcarii, by propagować walkę Estończyków o niepodległość. Plan ten skończył się niepowodzeniem, Martna utknął w Kopenhadze i tam ustanowił swoje centrum. Mianowany w 1919 roku na nieoficjalnego przedstawiciela Estonii w Niemczech, po krótkiej misji wrócił do Estonii z powodu choroby. Po powrocie do kraju jako jeden z liderów Estońskiej Socjalistycznej Partii Robotniczej reprezentował radykalne skrzydło tej partii. W roku 1930 uzyskał tytuł doktora honoris causa uniwersytetu w Tartu, a w latach 1931–1932 przewodniczył ESPR. Zasiadał w parlamencie I – V kadencji, pełnił także funkcję jego przewodniczącego w trzeciej i czwartej kadencji.
Zmarł w 1934.